# 方同华
方同华（1963年—），安徽亳州人，汉族，中华人民共和国政治人物、第十二届全国人民代表大会黑龙江地区代表。

## 生平
毕业于哈尔滨工业大学经济管理专业，加入中国民主促进会。担任黑龙江珍宝岛药业股份有限公司董事长。2008年起担任全国人大代表。2013年，被选为全国人大代表。2018年2月24日，当选为第十三届全国人大代表。
2022年6月24日，被黑龙江省人大常委会罢免全国人民代表大会代表职务，代表资格终止。